# Geschützter Landschaftsbestandteil Flachrücken
Der Geschützte Landschaftsbestandteil Flachrücken mit einer Größe von 1,74 ha liegt nordöstlich von Bödefeld im Stadtgebiet von Schmallenberg. Das Gebiet wurde 1993 mit dem Landschaftsplan Schmallenberg Südost durch den Kreistag vom Hochsauerlandkreis als Geschützter Landschaftsbestandteil (LB) ausgewiesen. Der LB besteht aus fünf Teilflächen und ist umgeben vom intensiv genutzten Grünland im Landschaftsschutzgebiet Bödefelder Mulde.

## Gebietsbeschreibung
Der Geschützte Landschaftsbestandteil Flachrücken besteht aus fünf flachen Bergrücken am Berg Buchhagen. Im LB befinden sich Brachflächen, Ginstergebüsche, Baumgruppen und Fichtenanpflanzungen.

## Schutzzweck
Schutzobjekt, welches sich laut Landschaftsplan in seinem eigenständigen Charakter deutlich von der sie umgebenden Wald- und Feldlandschaft unterscheidet.

## Auflagen
Es ist verboten, nicht einheimische Baumarten anzupflanzen. Die Fichtenbereiche sollen laut Landschaftsplan entfernt werden.